# Феде Галіція
Феде Галіція (італ. Fede Galizia; 1578–1630) — італійська художниця доби пізнього маньєризму і раннього бароко.

## Життєпис. Ранні роки
Народилася в Мілані. Походить з родини ломбардського художника Нунціо Галіція. Батько перебрався в Мілан із провінційного Тренто. Сам робив мініатюри, був першим учителем доньки, в котрої рано виявилися художні здібності. В 12 років її успіхи в опануванні техніки живопису були такі, що її згадував у своєму творі старий Джан Паоло Ломаццо (1538—1592), приятель батька і сам художник і теоретик мистецтва.

## Молода художниця

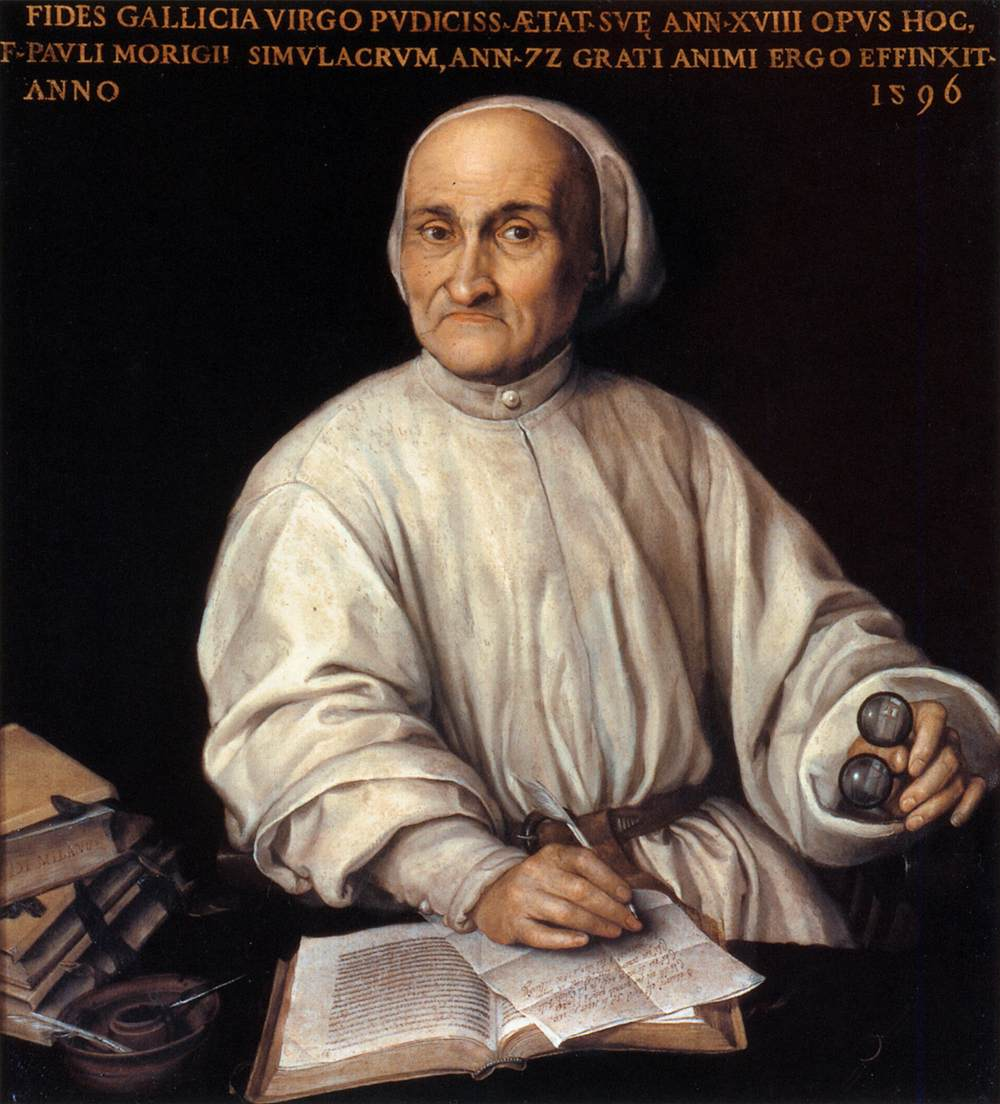
«Портрет єзуїта Паоло Моріджа», покровителя художниці (1596). Пінакотека Амброзіана

Як більшість італійських художників, працювала для Католицької церкви. Робила релігійні композиції з Христом і Марією Магдалиною. Відомо, що робила мініатюри, як і її батько, та портрети на замовлення. Їй особливо вдавалися коштовності та коштовні й складні сукні замовників, що подобалось і сприяло її популярності.
Як художниця, Феде Галіція сформувалася в оточенні майстрів пізнього маньєризму і ломбардського реалізму, різкуватого в малярській техніці і здатного переходити у натуралізм. Різкуватою в малярській техніці була і Феде Галіція в ранніх творах. Серед її ранніх покровителів — науковець і єзуат Паоло Моріджа, портрет котрого вона створила 1596 року, реалістично і без натяку на будь-яку ідеалізацію.
Здібності та популярність художниці-жінки були такими, що вона отримала декілька замовлень на створення вівтарних образів від релігійних громад.

## Пізній період творчості. Натюрморти
Їй було важче, ніж іншим художникам-чоловікам, знаходити моделі для малювання. Кепське ставлення до жінок-художниць зберігалось і в Італії, де фах художника нібито мав авторитет і повагу. Але жінки-художниці нічим ще не були захищені.
Не була нічим і ніким захищеною і Феде Галіція після смерті батька та смерті її покровителів. Власної родини не мала, жила самотньою.
В останній період життя Феде Галіція вимушено звернулася до створення натюрмортів. Вона була одною з перших художниць, що звернулись до цього жанру. Це не потребувало живих моделей і дозволяло довго виправляти деталі на полотні. Відомо, що вдалу композицію з персиками у скляній вазі і яблуками майстриня зробила у декількох варіантах.
Набагато пізніше, коли творчість художниці привабила колекціонерів і торговців картинами, були каталогізовані всі її (збережені на той час) твори. Зі збережених 63 картин художниці 44 є натюрмортами.
Її натюрморти виявилися вивіреними в композиціях, з приємними кольорами, в них відсутні барокова динаміка і розхристаність. Відбір фруктів досить строгий і витримує порівняння з шедеврами — натюрмортами іспанця Франсіско де Сурбарана. Хоча вона не бувала в Іспанії і не могла бачити творів Сурбарана. Не знаючи, хто саме автор декількох натюрмортів з фруктами, їх помилково відносили до творів Панфіло Нуволоне (1581—1651), котрий працював у Генуї і що теж створював натюрморти. За припущеннями, стиль її натюрмортів вплинув на художні манери декількох майстрів чоловіків, серед яких Франческо Кодіно та барокова художниця — майстриня Джованна Гарцоні (1600—1670).
За припущеннями, померла влітку 1630 року від чуми під час її епідемії в Мілані. Їй було п'ятдесят два роки.

## Вибрані твори
- «Христос у садку»

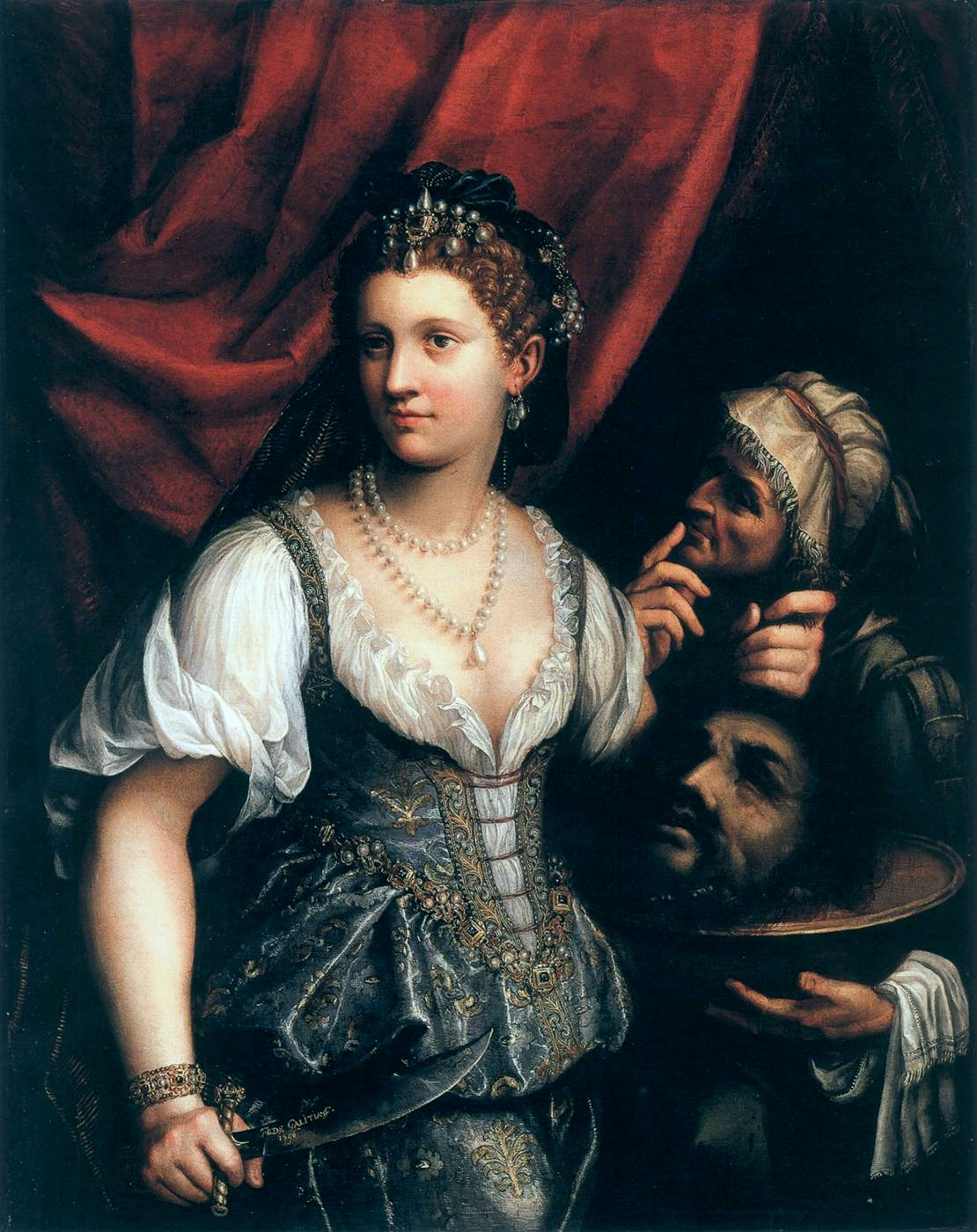
Феде Галіція. «Юдита з головою Олоферна», (1596

- «Христос садівник» або «Не торкайся мене»
- «Юдита з головою Олоферна» (1596)
- «Портрет художника Федеріго Цуккарі»
- "Персики у фаянсовій вазі " (без дати)
- «Портрет невідомого лікаря з черепом» (до 1605)
- «Портрет єзуата Паоло Моріджа», покровителя художниці (1596)
- «Яблука і персики у скляній вазі»
- «Яблука, білі квіти і персики у скляній вазі»
- «Груші і фрукти у фаянсовій вазі»
- «Черешні в срібній вазі» (без дати)
- «Христос і Марія Магдалина» («Не торкайся мене», 1616)

## Галерея вибраних творів

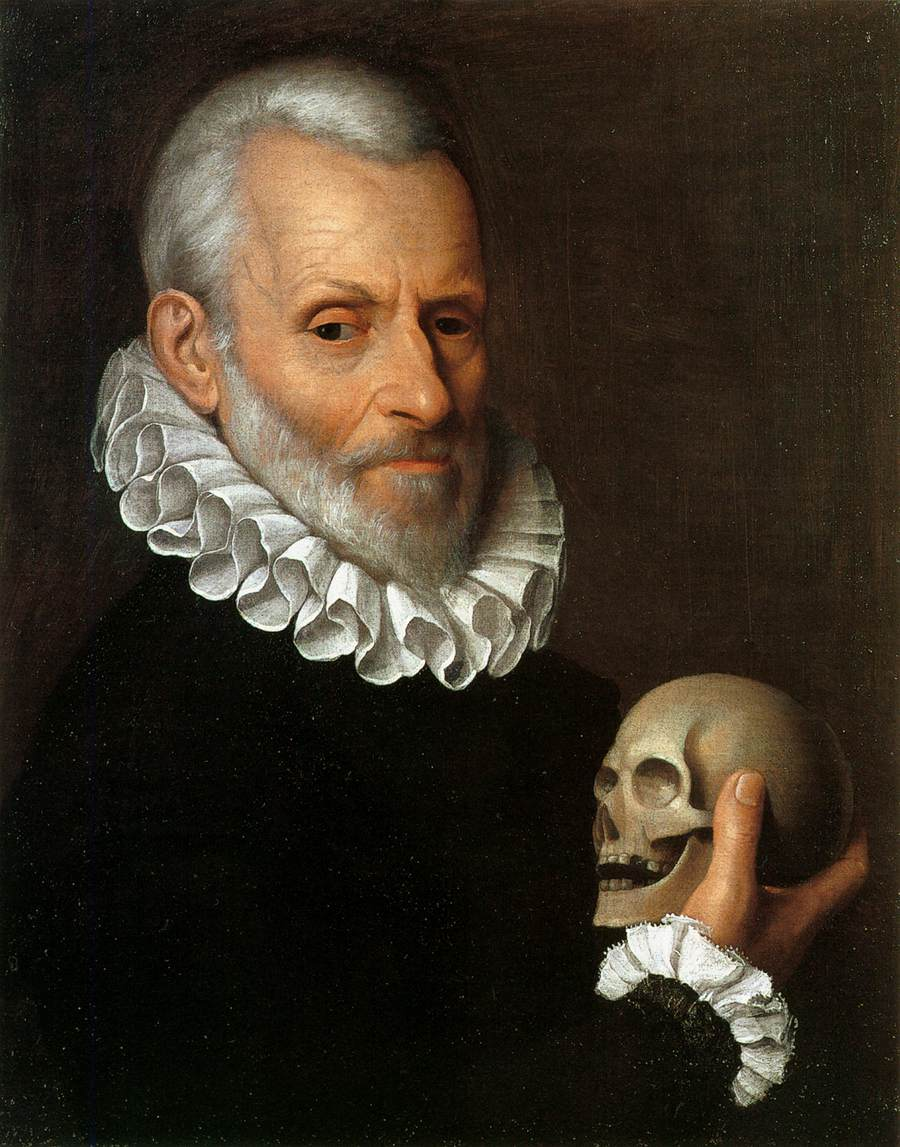
«Портрет невідомого лікаря з черепом»
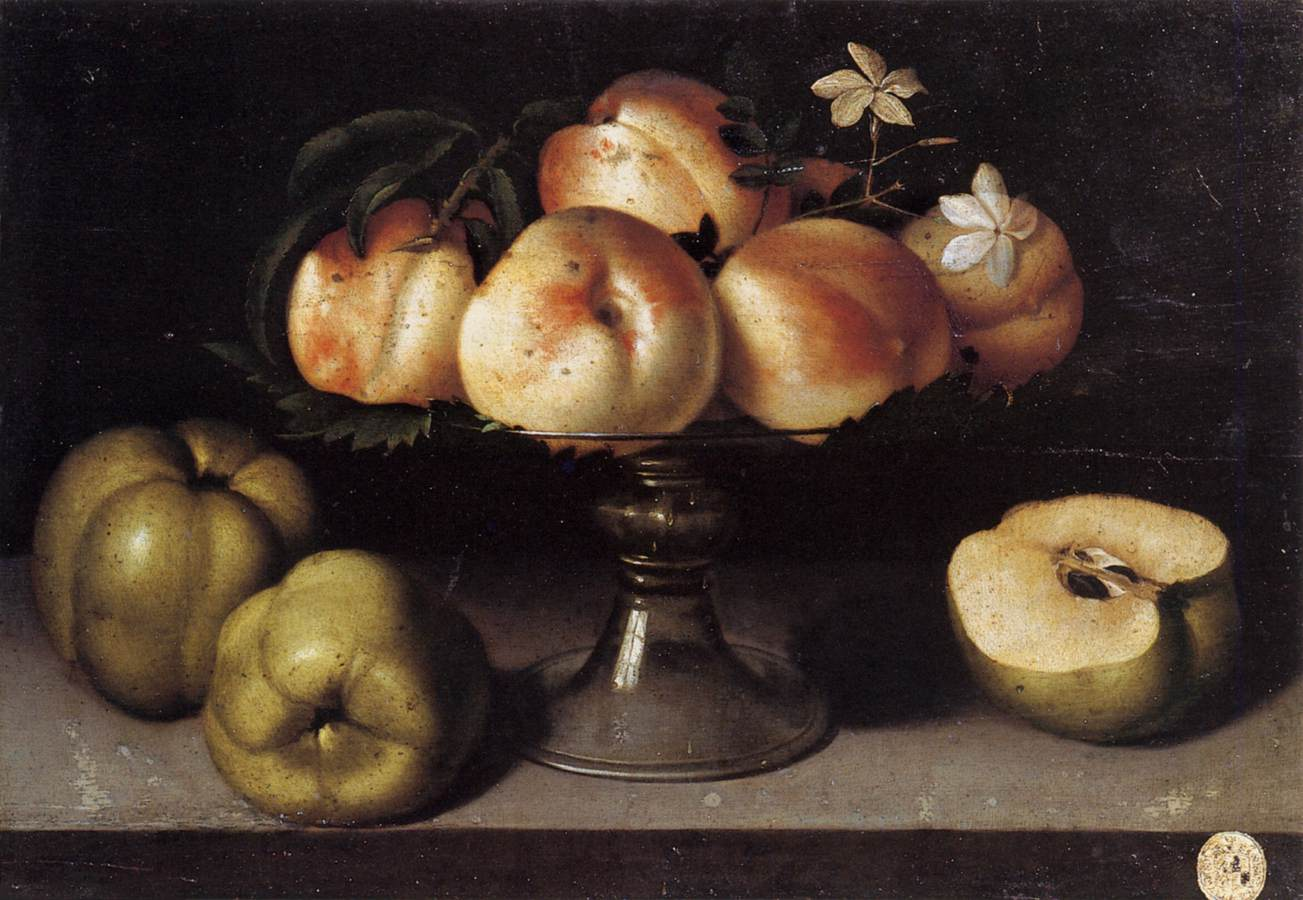
«Персики у скляній вазі і яблука», бл. 1610 року
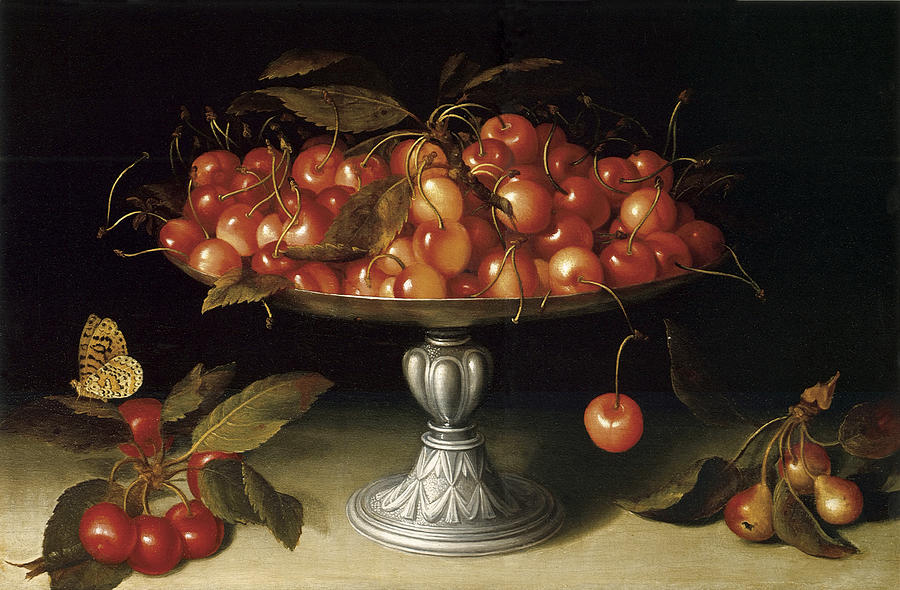
«Черешні в срібному блюді», приватна збірка
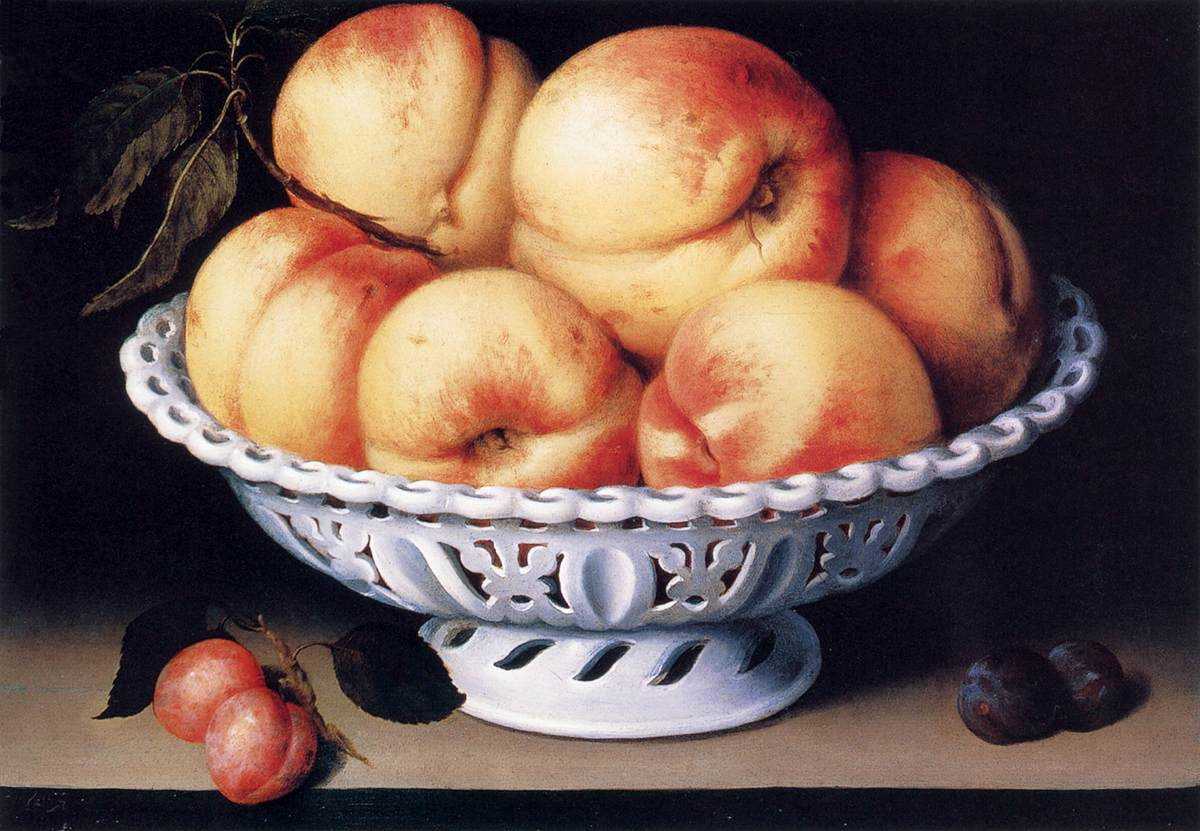
«Персики у фаянсовій вазі і сливи», бл. 1610 року